# باقرهات-۲
باقرهات-۲ (به لاتین: Bagerhat-2) یک منطقهٔ مسکونی در بنگلادش است که در ناحیه باگرهات واقع شده‌است.